# Aplodactylus arctidens
Aplodactylus arctidens is een  straalvinnige vissensoort uit de familie van aplodactiliden (Aplodactylidae). De wetenschappelijke naam van de soort is voor het eerst geldig gepubliceerd in 1839 door Richardson.